# غاري رويل
غاري رويل (بالإنجليزية: Gary Rowell)‏ هو لاعب كرة قدم بريطاني في مركز الهجوم، ولد في 6 يونيو 1957 في سيهام ‏ في المملكة المتحدة. شارك مع منتخب إنجلترا تحت 21 سنة لكرة القدم. أما مع النوادي، فقد لعب مع برايتون أند هوف ألبيون ونادي بيرنلي ونادي دندي ونادي سندرلاند ونادي كارلايل يونايتد ونادي ميدلزبره ونورويتش سيتي.